# 易洛魁聯盟
易洛魁人，自称霍迪诺肖尼（Hodínöhšö:ni:h，意为“建造长屋的人”），是北美洲原住民建立的一个邦联。使用易洛魁語言的北美原住民部族在今紐約州中部和北部逐漸形成並共同生活，在16世紀或更早前結成邦联關係，稱為易洛魁邦联，意譯為“和平與力量之聯盟。”
原先的易洛魁聯盟往往被稱作“五族同盟”，由五大部族莫霍克人、奧奈達人、奧農達加人、塞內卡人和卡尤加人組成。 1772年，塔斯卡洛拉人加入，因此聯盟成為“六族同盟”。其他使用易洛魁語言的部族生活在聖勞倫斯河和五大湖沿岸以及美國東南部，不隸屬易洛魁聯盟，由此也與聯盟時常競爭甚至交戰。
當歐洲人來到美洲時，易洛魁聯盟主要佔據美國東北部地區，主要是今日的紐約上州位於哈德遜河以西的部分和五指湖湖區。现在易洛魁民族主要生活在紐約州、魁北克省和安大略省。

## 民族分布、人口與語言

### 名稱

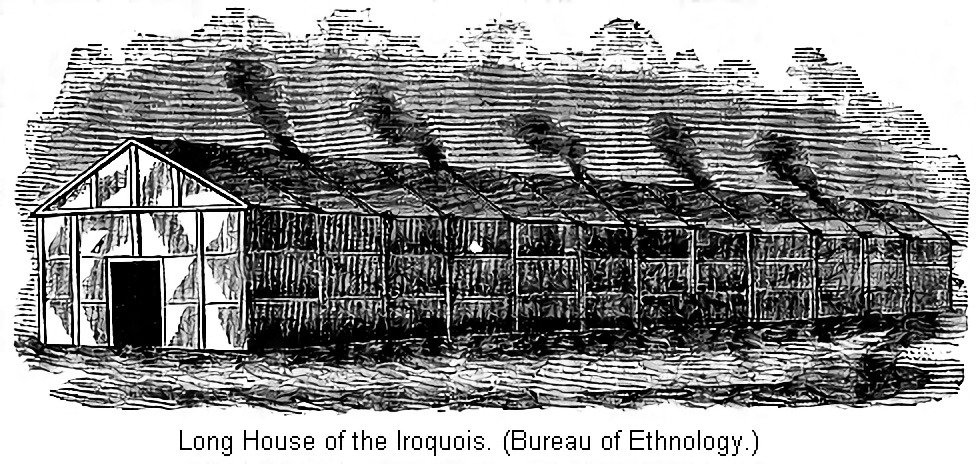
后期的易洛魁族的长屋可容纳数百人。

「易洛魁」這個名稱來源於他們在大西洋沿岸的敵對政營阿崗昆語系的部落，有兩種可能的起源，但都是來自阿岡昆語部落，易洛魁與阿岡昆在歷史上一直處於競爭狀態，他們是敵人。
「易洛魁」這詞一說是法國人把休倫語貶義字面irinakhoi（黑蛇或豬鼻蛇）法語化後的稱呼。
另一說是從巴斯克語Hilokoa而來，原意指「嗜殺的人」。在法國殖民者之前，巴斯克人漁民與阿崗昆人在大西洋沿岸進行貿易，那裡的部落就用Hilokoa來稱呼易洛魁人，而阿岡昆人是易洛魁人的敵人。在聖勞倫斯灣一帶，阿岡昆語的「L」字母是不發音的，阿岡昆人和跟巴斯克人交流時會使用這種洋涇濱，之後來的法國殖民者聽到後又根據自己的語言規則將之法語化，就成了Iroquois。
而易洛魁人自稱「Haudenosaunee」，聯盟的創立者在聯盟建立時決定使用這一名稱，旨在希望易洛魁民族的人們能夠像生活在同一間長屋中一樣和諧共處。
| 中文       | 易洛魁語       | 意義           | 17、18世紀時的居住地 |
| ---------- | -------------- | -------------- | -------------------- |
| 莫霍克     | Kanien'kehá:ka | 「大燧石人」   | 莫霍克河             |
| 奧奈達     | Onayotekaono   | 「立石人」     | 奧奈達湖             |
| 奧農達加   | Onöñda'gega'   | 「丘陵人」     | 奥农达加湖           |
| 卡尤加     | Guyohkohnyoh   | 「大沼澤地人」 | 卡尤加湖             |
| 塞內卡     | Onöndowága     | 「大丘陵人」   | 塞內卡湖和杰納希河   |
| 塔斯卡洛拉 | Ska:rù:rę'     | 「採麻人」     | 自北卡羅來納         |

### 民族分佈
原先的易洛魁聯盟往往被稱作「五族同盟」，由五大部族莫霍克人、奧奈達人、奥农达加人、塞内卡人和卡尤加人组成。1772年，塔斯卡洛拉人加入，因此聯盟成為“六族同盟”。其他使用易洛魁语言的部族生活在聖勞倫斯河和五大湖沿岸以及美國東南部，不隸屬易洛魁聯盟，由此也與联盟時常競爭甚至交戰。塞內卡人住於紐約，是西部門戶的守護者；奧農達加人居住於中間地帶，是聯盟火種的守護者。居住於東部的莫霍克人距離哈德遜河最近，是東部門戶的守護者。

### 人口
根據《世界文化和日常生活百科全書》，聯盟在高峰時有達10，000人，但在18世紀銳減到4，000人，在1910年才恢復到17，000人。
依據1995年道格‧喬治‧坎內提奧（Doug George Kanentiio，奧奈達作家）的說法，在加拿大居住的六個易洛魁人聯盟總人口有51，255人，其中包括魁北克省的15，631名莫霍克人，安大略省的14，051名莫霍克人，安大略省的3，970名奧奈達人，以及安大略“大河保留區”內的總共17，603人。
同年，美國對易洛魁人六邦進行的部落登記共有30，000人，其中佔大多數的17，566人居住在紐約州，其餘有超過10，000名奧奈達人住在威斯康辛州，約2200名塞尼卡-卡尤加人住在奧克拉荷馬州。由於這些盟邦各自有他們成員與公民的規則，他們匯報的也是官方的成員數字（一些聯盟的傳統成員拒絕被計在內）。
根據2000年的美國人口統計顯示，有80，822人確認具有易洛魁種族血緣，其中45，217人聲稱為純易洛魁人。而在2010年的統計中，81，002 人被確認為易洛魁人，42，461人為純易洛魁人。

### 語言
易洛魁语系是一个分布于北美洲东部的加拿大和美国的印第安人语系。其中，切羅基語是「易洛魁語系」下的獨立語言。
- 切罗基语

- 北易洛魁语族
  - Lakes Iroquoian
    - 五大部族语言和Susquehannock
      - 塞内卡–奥农达加
        - 塞内卡–卡尤加
          - 塞内卡语
          - 卡尤加语

        - 奥农达加
          - 奥农达加语

      - 莫霍克–奥内达
        - 奥内达语
        - 莫霍克语

      - Susquehannock
        - Susquehannock (已灭绝)

    - Huronian
      - Wyandot (Huron–Petun) (已灭绝)
      - Neutral (已灭绝)
      - Erie (已灭绝)

  - Tuscarora–Nottoway 
    - 塔斯卡洛拉語(Tuscarora) (瀕危)
    - Nottoway (已灭绝)

归属未定语言：
- Laurentian (已灭绝)

## 地理環境
易洛魁人居住在紐約州北部直到安大略湖及聖勞倫斯河畔的大部分地區。這片土地多山而且森林密佈，在17世紀時有著包括鹿以及河狸等豐富的獵物。易洛魁人的水路交通也很便利，可輕鬆前往包括安大略湖、聖勞倫斯河、五指湖區以及數十條河流，這些水路不但非常適合捕魚，亦可利用輕便的獨木舟迅速移動。
紐約州北部的冬天往往漫長而寒冷，尤其是當來自極地的西北風掠過五大湖的時候，此外也常常下暴雪。但夏天則涼爽宜人。

## 歷史沿革

### 聯盟的形成與擴張
「易洛魁聯盟」是在歐洲人到來之前就已建立了，很多考古學家和人類學者相信聯盟形成於1450年到1600年間，也有的人說更早。依照傳統的說法，易洛魁聯盟是在「偉大和平的締造者」，兩位易洛魁人，德坎納維達和海華沙的共同努力下建立的。他們為那些長年處於戰爭﹑矛盾和衝突不息中的易洛魁人各邦帶來了「偉大的和平法則」，由莫霍克、奧奈達、奧內達加、卡尤加和塞內卡團結為易洛魁聯盟。他們停戰後，易洛魁人各部凝聚而成的政治力量，迅速成為17和18世紀時期北美洲東北部最強大的勢力之一。在聯盟形成後，為了獲取更多的狩獵場地，易洛魁人開始進犯今天肯塔基的俄亥俄河谷。他們主要是與相鄰的阿剛昆人發生戰爭。

### 河狸战争

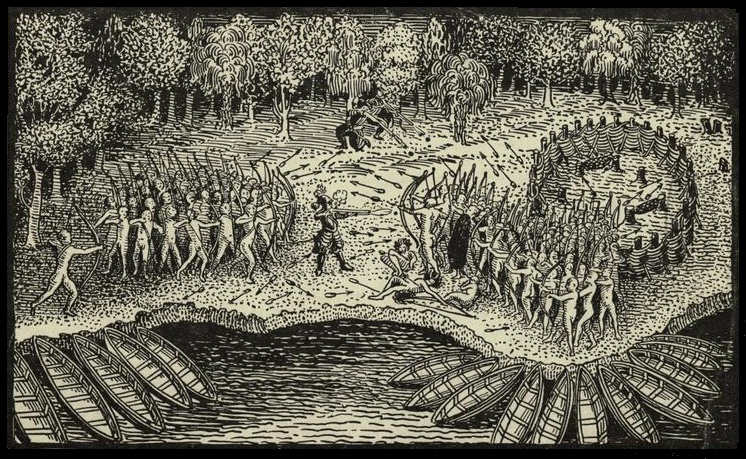
易洛魁對抗阿岡昆人的防禦工事

從1609年開始，易洛魁聯盟發動了長達幾十年的一系列戰爭，即所謂的河狸戰爭。他們戰爭的對象是法國人，法國人的同盟者有休倫人（Huron）和其它鄰近的部落，包括比頓人（Petun）、伊利人和薩斯奎漢納人（Susquehanna）。為了控制利潤豐厚的毛皮貿易，易洛魁人對大西洋沿岸的莱纳佩人（Lenape，或稱作德拉瓦人）、加拿大北部勞倫高原地區的安內辛那比人（Anishinaabe）施加了極大的壓力，也不時與英屬殖民地發生戰鬥。在戰爭期間，他們擊敗了休倫人（1649年）、比頓人（1650年）、塔萬達倫人（Attawandaron）、伊利部落和薩斯奎漢納人（1680年）。 傳統的觀點是，這些戰爭是一種控制利潤豐厚的皮草貿易，來換取他們依賴的歐洲商品的方式。也有學者認為，易洛魁人對鄰近部落發動的大規模戰爭，是為了報復或者填補戰爭和天花、瘟疫所導致的大量死亡人口。

### 17到18世紀中葉

在欧洲人到来之际的美国东北部：
易洛魁部落
阿尔冈昆部落

大約在1670年，易洛魁人將蘇族（Siouan）語系的曼納豪克人（Mannahoac）趕出了維吉尼亞北部的山麓地帶，開始以征服者的姿態宣布對這片土地的全部擁有權。 1677年，易洛魁人通過《鏈條盟約》（Covenant Chain）與英國人達成協議成為同盟者。他們並肩與法國人作戰，法國人則與休倫部落結為了同盟。1684年，易洛魁人進犯維吉尼亞和伊利諾伊地區，後來在進攻法國人前哨部隊時失利。為了減少維吉尼亞谢南多亚河谷的戰事，維吉尼亞殖民者與易洛魁人在奥尔巴尼舉行了會談，同意和認可易洛魁人擁有使用「南北通道」的權利。這條通道沿藍岭山脈東側，被稱為「重要的戰爭通道」，條件是他們不能侵犯「瀑布線」以東的英國人定居地。在之後的「威廉國王戰爭」（King William War）期間，易洛魁人與英國人結為了同盟。1701年7月，他們締結了《南罕條約》（Nanhan Treaty），將俄亥俄河以北的大片土地轉讓給了英國人。在這之後，易洛魁人與法國人進行和平談判，同年，他們簽訂了《蒙特利爾大和平協議》。與法國簽署和平條約後，易洛魁人大部分時間處於中立狀態。在「安妮王后戰爭」（Queen Anne War）期間，他們加入進攻法國人的行動計劃。三位莫霍克酋長和一位馬希坎酋長在1710年被安排前往倫敦，與安妮王后會面確定與英國的結盟事宜。安妮王后授命宮廷畫像師約翰·維勒斯特給他們繪製肖像，這些畫像被認為是保存下來的﹑最古老的原住民油畫作品。1722年塔斯卡洛拉人（Tuscarora）為逃避北卡羅來納英國殖民化的壓力和部落間的戰爭而北上，請求成為「易洛魁聯盟」的第六個盟邦，獲得了易洛魁人的保護。

### 法國和印第安人戰爭
在法國與印地安人的戰爭期間（1754-1763年）中，易洛魁人與英國人結成夥伴關係，共同抵禦法國人及其同盟阿剛昆人，易洛魁人期望幫助英國人會在戰爭結束後得到一些好處。戰後英國獲得勝利，為了保護他們的盟友，英國政府頒發了《1763年皇家公告》，禁止白人在阿巴拉契亞山脈一帶定居。但殖民開拓者在很大程度上並不理會這項法令，英國政府也沒有足夠的士兵來執行這項法令。易洛魁人於1768年的《斯坦韋克斯條約》中同意再次修改分界線，將俄亥俄和田納西河流之間的剩餘土地全部出售給了英國人。

### 美國革命期間
在美國獨立革命期間，易洛魁人起初試圖保持獨立。由於受到選邊的壓力，塔斯卡洛拉和奧奈達站在了十三殖民地一邊，而莫霍克、塞尼卡、奧內達加和卡尤加仍舊效忠關係良好的大不列顛帝國，形成在政治上的分裂。莫霍克酋長約瑟夫·布蘭特、其他戰爭酋長們，以及他們的英國盟友，對莫霍克谷地的美國拓荒者進行了多次的攻擊，摧毀了很多處村落和莊稼，殺害和俘獲了很多居民。大陸軍隊在1779年進行了反擊，喬治·華盛頓宣布命令發動蘇里文戰役，由丹尼爾·布洛海德上校和約翰·蘇里文將軍領導，對易洛魁人和英軍聯盟實行不僅僅是佔領，而是摧毀的軍事政策。他們燒毀了整個紐約西部的很多易洛魁人村子和倉庫，難民們都向北搬去了加拿大。到戰爭結束時，整個谷地裡沒有剩下幾個房屋和畜棚了。

### 戰後
戰爭結束後，聯盟中一部分人重新在布法羅溪流畔落戶。約瑟夫·布蘭特上校和一些易洛魁人離開了紐約，前往魁北克省（屬今天的安大略省）定居。作為易洛魁人對英國效忠的獎勵，他們被授予格蘭德河旁一大片土地，布蘭特上校渡過了這條河，賦予了這片土地最初的名字：布蘭特斯福特。1847年，歐洲定居者開始開始在附近居住，並把村落稱為「布蘭特福特」。19世紀30年代，很多奧農達加，奧奈達，塞內卡，卡尤加和塔斯卡洛拉人重新返回了印第安特區，上加拿大省和威斯康辛等地。

## 社會、家庭與婚姻

### 親屬關係
易洛魁人採母系繼嗣。而易洛魁型親屬關係又稱為二分合併型親屬關係。母親與父親方面的親屬分成兩邊。但它也合併父方、母方的同性同胞。如此母親與母親姊妹被合併在同一種親屬稱謂下；在此同時，父親與父親兄弟也得到同一個稱謂；對母親兄弟與父親姊妹則另採不同的稱謂。這種稱呼重要的是區分平表和交表。對於一個人來說，交表不如平表。因為在一個人的同輩中，兄弟、姐妹、平表共用一個同樣的稱謂。易洛魁式親屬稱謂制分佈很廣，通常與單系繼嗣群一同發現，尤其是在組織較分散的母系社會組織中更易見到。

### 易洛魁的氏族制[10]
每一個部落內，人們都會屬於幾個母系氏族。每個部落內的的氏族數量不等，總共有九個不同的氏族名稱。
| 塞內卡  | 卡尤加 | 奧農達加 | 塔斯卡洛拉    | 奧奈達 | 莫霍克 |
| ------- | ------ | -------- | ------------- | ------ | ------ |
| 狼 (Hoñnat‘haiioñ'n‘)   | 狼     | 狼 ()    | 狼 ()         | 狼 ()  | 狼 ()  |
| 熊 (Hodidjioiñi’'g’)   | 熊     | 熊 ()    | 熊 ()         | 熊 ()  | 熊 ()  |
| 龜 (Hadiniǎ‘'děñ‘)   | 龜     | 龜 ()    | 龜 ()         | 龜 ()  | 龜 ()  |
| 鷸 (Hodi'ne`si'iu')   | 鷸     | 鷸 ()    | 鷸 ()         | —      | —      |
| 鹿 (Hadinioñ'gwaiiu')   | —      | 鹿 ()    | 鹿 (Kà?wí:ñu) | —      | —      |
| 河狸 (Hodigěn’'gegā’) | —      | 河狸 (Hona'gaia'gih)  | 河狸 (Rakinęhá•ha•ˀ)       | —      | —      |
| 蒼鷺 (Hodidoion’gā)        | 蒼鷺   | 蒼鷺     | —             | —      | —      |
| 鷹 (Hadi`shwěn’gaiiu)        | —      | 鷹 ()    | —             | —      | —      |
| —       | —      | 鱔 ()    | 鱔 ()         | —      | —      |

- 氏族推選一個酋長（平時的首腦）和一個首領（軍事領袖）。酋長必須從本氏族成員中選出，他的職位在氏族內世襲，亦即一有空缺，必須立刻重新補上；軍事首領，也可以從氏族以外的人中選出，有時他的職位可以暫缺。由於易洛魁人奉行母權制，因而酋長的兒子屬於別一氏族，所以從不選舉前一酋長的兒子做酋長，而是往往選舉他的兄弟做酋長，或者選舉他的姊妹的兒子做酋長。所有的人，無論男女，都參加選舉。不過選舉須經其餘氏族確認，在這之後，當選為酋長的人才正式就職，就職儀式則由全易洛魁聯盟的總議事會舉行。

- 氏族可以任意撤換酋長和軍事首領。這仍是由男女共同決定的。被撤換的人，此後便成為和其他私人一樣的普通戰士。此外，部落議事會也可以甚至違反氏族的意志而撤換酋長。

- 氏族的任何成員都不得在氏族內部通婚。這是氏族的根本規則，維繫氏族的紐帶；這是極其肯定的血緣親屬關係的否定表現，賴有這种血緣親屬關係，它所聯合起來的個人才成為一個氏族。

- 死者的財產轉歸其餘的同氏族人所有，它必須留在氏族中。由於易洛魁人所能遺留的東西為數很少，所以他的遺產就由他最近的同氏族親屬分享；男子死時，由他的同胞兄弟、姊妹以及母親的兄弟分享；婦女死時，由她的子女和同胞姊妹而不是由她的兄弟分享。根據同一理由，夫婦不能彼此繼承，子女也不得繼承父親。

- 同氏族人必須相互援助、保護，特別是在受到外族人傷害時，要幫助報仇。個人依靠氏族來保護自己的安全，而且也能作到這一點；凡傷害個人的，便是傷害了整個氏族。因而，從氏族的血族關係中便產生了那為易洛魁人血族復仇的義務。假使一個氏族成員被外族人殺害了，被害者的全氏族必須實行血族復仇。起初是試行調解；行凶者的氏族議事會開會，大抵用道歉與贈送厚禮的方式，向被害者的氏族議事會提議和平了結事件。如果提議被接受，事情就算解決了。否則，受害的氏族就指定一個或幾個複仇者，他們的義務就是去尋出行凶者，把他殺死。如果這樣做了，行凶者的氏族也沒有訴怨的權利，事情就算了結了。

- 氏族有一定的名稱或一套名稱，在全部落內只有該氏族才能使用這些名稱，因此，氏族個別成員的名字，也就表明了他屬於哪一氏族。氏族的名稱一開始就同氏族的權利密切聯繫在一起。

- 氏族可以接納外人入族，並用這個辦法吸收他們為整個部落的成員。接納外人入族的事情，是根據氏族的個別成員的提議而實行的﹕男子可以提議接納外人為兄弟或姊妹﹔女子可以提議接納外人為自己的孩子，為了確認這種接納，必須舉行入族儀式。個別因特殊情形而人丁不旺的氏族，常常由于大批接納別一氏族（得到它的同意）的人入族而重新興旺起來。在易洛魁人中間，入族儀式在部落議事會的公共集會上舉行，實際上已經變為一種宗教儀式。

- 印第安人的氏族有無專有的宗教祭祀，很難確定﹔不過印第安人的宗教儀式多少都是和氏族聯繫在一起的。

- 氏族有著共同的墓地。當氏族內有人過世時，全氏族得成員都要參加葬儀，營造墳墓，致悼詞等等。

- 氏族有議事會，它是氏族的一切成年男女享有平等表決權的民主集會。這種議事會選舉、撤換酋長和軍事首領、為被殺害的氏族成員接受贖金或實行血族復仇的決定和收養外人加入氏族，是氏族的最高權力機關。

### 婚姻[11]
在易洛魁人的社會裡，婚姻是可以自己選擇的，但必須建立在氏族外婚的制度上。婚後採從妻居，年輕的夫婦住在妻子家裡的「長屋」內，如果女方不滿意男方可以選擇離婚換人，她可以讓男方帶著自己的鋪蓋離開。婚後的孩子們是也是屬於母系一方的氏族，孩子們也是通過她們來獲取社會地位。

## 經濟與生活

### 經濟
易洛魁的經濟體制與如今西方社會的多種主流經濟形式都不相同，這一經濟體制有如下一些特點：勞動力以性別分工、土地公有以及貿易主要以禮物經濟為基礎，並在此基礎上形成了一些文化風俗，包括一些有關財產性質與財產管理的觀念。
易洛魁人的經濟最初以集體生產為主，結合了農耕及集體打獵。女性負責耕田、採集食物及家庭事務；男性負責打獵與貿易。他們種植的主要農作物是玉米，豆類和南瓜等，稱之為三姐妹，易洛魁人認為這些是造物主賜予他們的特殊禮物。而他們種植這些農作物是有策略性的:玉米稈長高後，豆類植物攀援上稈，瓜類則在地面上生長，它們寬大的葉子可以使雜草棲居，陰涼處保持土壤潮濕。在這種複合生態下，土壤可以保持幾十年的肥沃。
17世紀早期與歐洲各國的交往對易洛魁的經濟產生了深遠影響。最初，易洛魁與歐洲成為了重要的貿易夥伴，但歐洲殖民不斷擴張，打破了易洛魁的經濟平衡，到1800年時，易洛魁族人被限製到印第安居留地（reservation）中，他們不得不改變其傳統的經濟體制。
20世紀時，一些易洛魁部落利用在保留地獨立的地位在當地開設了一些印地安賭場。而其它一些則直接併入了居留地之外的某些經濟體。

### 生活[12]
易洛魁人群居在由10到30個長屋構成的村莊裡，規模約300人到600人。長屋的長短不等，最短15公尺，最長達24公尺，房屋的架構很穩定。在插入地面的直桿上架上橫桿，用枝條綁緊，再在構架上覆蓋一個三角形或圓形的屋頂。房頂和房子兩側會鋪上大張的榆樹皮。在16、17世紀，為了防止外族侵襲，易洛魁人來開始搭建圍欄。
在歐洲人來到美洲前，易洛魁人基本上沒有縫製的衣服，他們通常是用經過鞣皮加工過後的獸皮來遮身。在夏天，男人身上會披上皮衣，嘗到股骨，腰間再用窄帶束上。女人則會用長方形的鞣皮圍在下身當作裙子。無論男女，他們都會在肩上披上斗篷。冬天時，他們會穿上熊皮、河狸皮、水獺、狐皮或灰鼠皮做成的斗篷來保暖。他們腳上穿的也是鞣皮靴和綁腿套，婦女的綁腿套比較短只到膝蓋，男子的綁腿套較長是因為在打獵時它可以防止被木叢或樹枝劃傷。易洛魁人在重要的日子會配戴頭飾。男子會帶皮帽並插上羽毛裝飾；女子則帶頭箍並將頭髮編成兩條辮子。在歐洲人到來後易洛魁受西方影響吸收了歐洲服飾的特點，傳統服飾漸漸也被歐洲服飾取代。
易洛魁人一天只作一餐，這一餐的內容多寡按各自家庭的財力和人數來決定。他們的主食是玉米、漿果、果實則是他們的補充食物。

### 易洛魁式取火法
易洛魁式取火法是由易洛魁人發明的一種裝置，其取火的效率相當高。在鑽軸的一端用兩根繩子纏繞，繩子的另一端分固定在一個硬質橫板上。鑽軸的中間部位用一個硬質木輪做加速器。當把繩子纏好後用力向下壓橫板，就能使鑽軸產生極快的轉速，然後鑽出火花。

### 運動[13]
袋棍球（Lacrosse），又譯長曲棍球、曲棍網球、棍網球、兜網球、袋球或網棒球，這種年輕人的運動最早是幾百年前在東部易洛魁人(Iroquois)首先興起，是一種使用頂端具有網狀袋子的長棍作為持球工具的團隊球類運動。易洛魁印第安人認為長曲棍球這種運動是造物主的恩賜，其目的是解決爭端，這種運動成為一種具有醫治功能的運動。他們認為造物主的旨意是透過這項運動耗盡能量精力，直到仇恨和痛苦都煙消雲散。如果部落和氏族之間產生了爭端和糾紛，那就開始舉行這種運動，直到雙方都精疲力竭，彼此不再有敵對的感覺。這運動的規模在部落裡通常規模甚大，每個部落各出1000人參加比賽，而比賽往往會持續好幾天，後來甚至代替了戰爭。作為傳統的體育項目，幾百年來易洛魁人一直熱愛這項運動，雖然現代長曲棍球經過歐美人的改進已經與當年有了很大的不同，如今在北美的非職業和職業長曲棍球隊裡，依然活躍著不少易洛魁人。在國際長曲棍球錦標賽的歷史上，易洛魁隊是一支傳統強隊，連續多屆打入四強。

## 信仰與節日

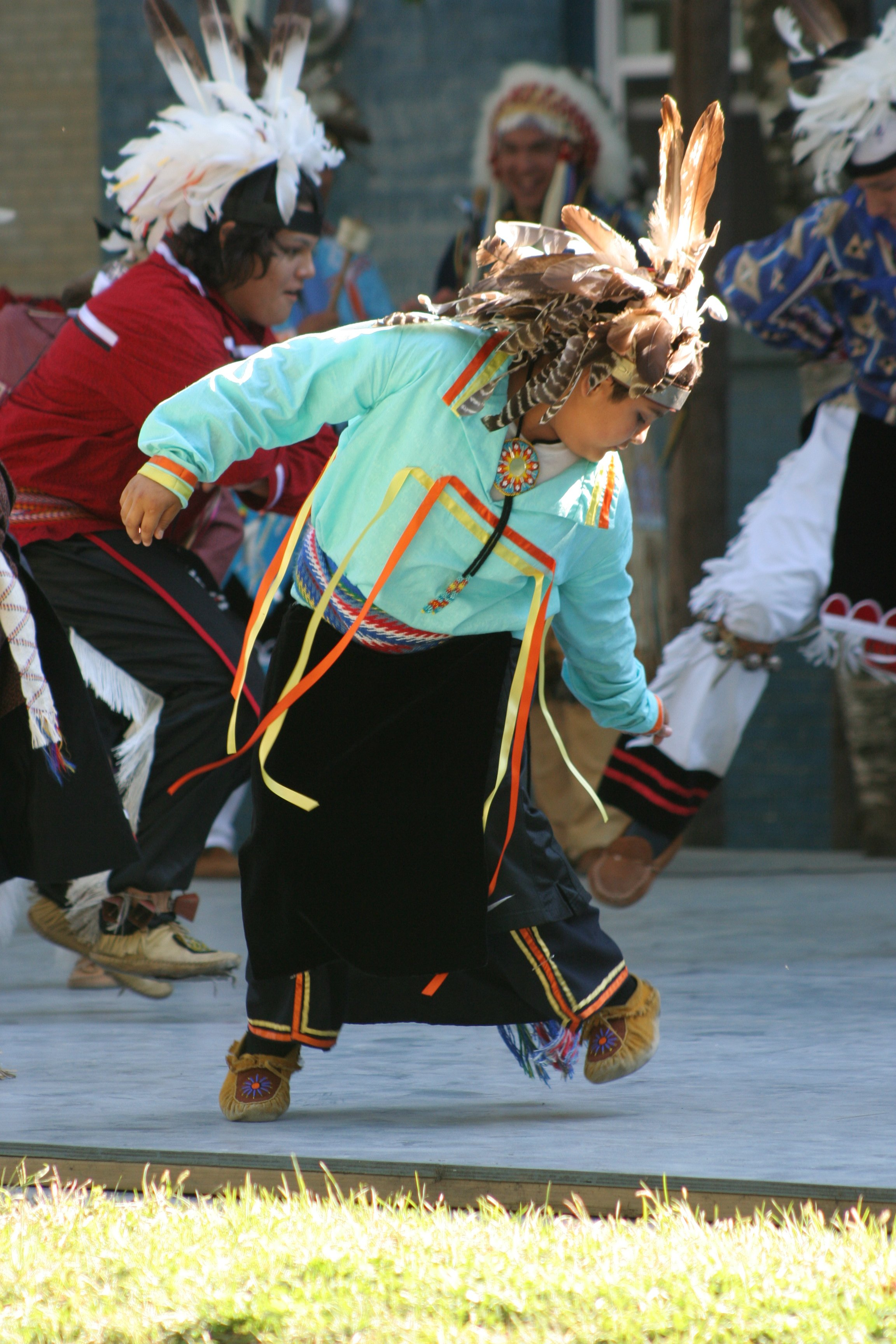
易洛魁人在節慶時的舞蹈

易洛魁人傳統上是屬泛靈信仰，他們相信精神力量奧倫達（Orenda），這是一切事物的本質，譬如岩石、潮水、植物和動物等，這種能力是環境中一切現象的有效起因。他們相信是神靈改變季節，而他們的重要節日通常也會與農業日曆上的大事相合。冗長的感恩禱告儀式是易洛魁人節慶的特點。在這些節慶上，族人會以唱歌跳舞的形式來慶祝。
傳統上有六大節：
- 楓樹節
- 漿果節
- 栽培節
- 青穀節
- 豐收節
- 新年

## 藝術與文學

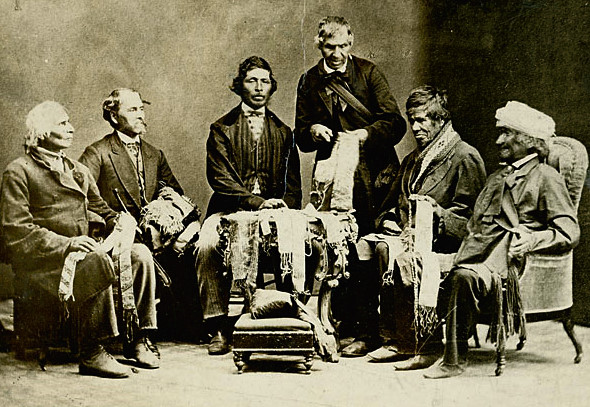
1871年，六族酋長向人類學家霍雷肖·哈勒解釋他們的貝珠腰帶

### 製陶工藝
易洛魁人有精緻的製陶技術，他們會在煮食的陶罐和烤麵餅的陶盤上雕有螺旋花紋。陶土製成的菸斗上除了雕了幾何圖案圖形還會雕有一些極小的人或獸。

### 假面
面具具有濃厚的宗教色彩。藥師會參加假面聚會，並戴上面具。傳說能用假面具治療多種疾病，如關節炎、肩肘炎、牙疼、耳疼、鼻出血等，還能驅惡避邪。現今假面社已不再行醫，只出售各種木雕面具。

### 玉米皮娃娃
常見於易洛魁聯盟的部落中，北美洲印第安部落所流傳的傳統特色娃娃，娃娃通常是由容易腐壞的材料如玉米外皮、棕櫚纖維或松針綑綁而成，是當地小孩的玩具。

### 貝殼串珠
貝珠 （页面存档备份，存于）是指用紫色和白色的貝殼製成的珠子。易洛魁人會在簽訂重要條約時呈現貝殼串珠，它象徵着兩個合作夥伴達成了一個十分重要的约定。貝殼串珠被視為神聖的東西。早期的定居者發現貝殼串珠是一個非常有價值的貿易商品並且很快就學會了大規模生產，這就是為何貝殼串珠常被誤解為是金錢的原因。一些歐洲人用它作為貨幣，但當地人從來沒有。

### 神話故事
人類的始祖母阿塔思特西克阿溫哈伊，從動物所棲居的上界跌落，借一些動物之力，置身於瀛海上，其中麝鼠潛至水底，撈起一團泥土，放在龜背上，泥團越來越大，是為陸地之由來。

## 民族現況
易洛魁人有自己的語言，也會說英語，現在大部分信基督教新教，不過仍有人堅持古老的自然崇拜，主要生活在加拿大和美國的的保留區。

### 國際關係
他們在1779年被美軍擊敗後長期受美國政府的種族歧視，直到1950年易洛魁人向聯合國提出控訴，受到全世界的關注。
易洛魁聯盟從1923年起開始發行自己的護照，還一度獲得一些國家承認，美國當局也都採取寬容的態度，然而在美國911事件之後各國開始對這些非正式國家發給的護照有更嚴格的要求。2010年在英國曼徹斯特舉行的長曲棍球世錦賽，美國官員起初告訴易洛魁隊他們必須有美國護照，但遭到隊員們的拒絕，他們說持有由華盛頓簽發的護照是對他們身份的侮辱，在當時的國務卿希拉蕊的個人干預下，美方暫時同意球隊拿易洛魁護照出入境，但是英國政府卻不承認易洛魁人的護照，並拒絕球隊成員進入英國。易洛魁聯盟在長曲棍球世界錦標賽中被一直看作是一個國家級別，而長曲棍球是易洛魁聯盟在國際運動場上唯一的一項運動，對此易洛魁隊不得不放棄了原定出戰的開場賽。

### 對美國的影響
20世紀的歷史學者認為易洛魁人的政府體制影響了新生的聯盟憲章或美國憲法，易洛魁人對美國起草文件的影響到底有多大，目前還處於爭論之中。
1987年，康奈爾大學曾舉行了一次「易洛魁人政府與美國憲法的關係」的研討會。在1988年，美國國會通過了一項決議，肯定了易洛魁聯盟對《美國憲章》和《人權法案》的影響。
美國為了紀念美國印第安人而發行了薩卡加維亞1美元紀念幣。在2010年是以「易洛魁聯盟」作為主題，在硬幣背面有著易洛魁的貝殼串珠包著5支石箭頭的箭的圖像，下環寫著「偉大的和平法律」。

## 著名人士

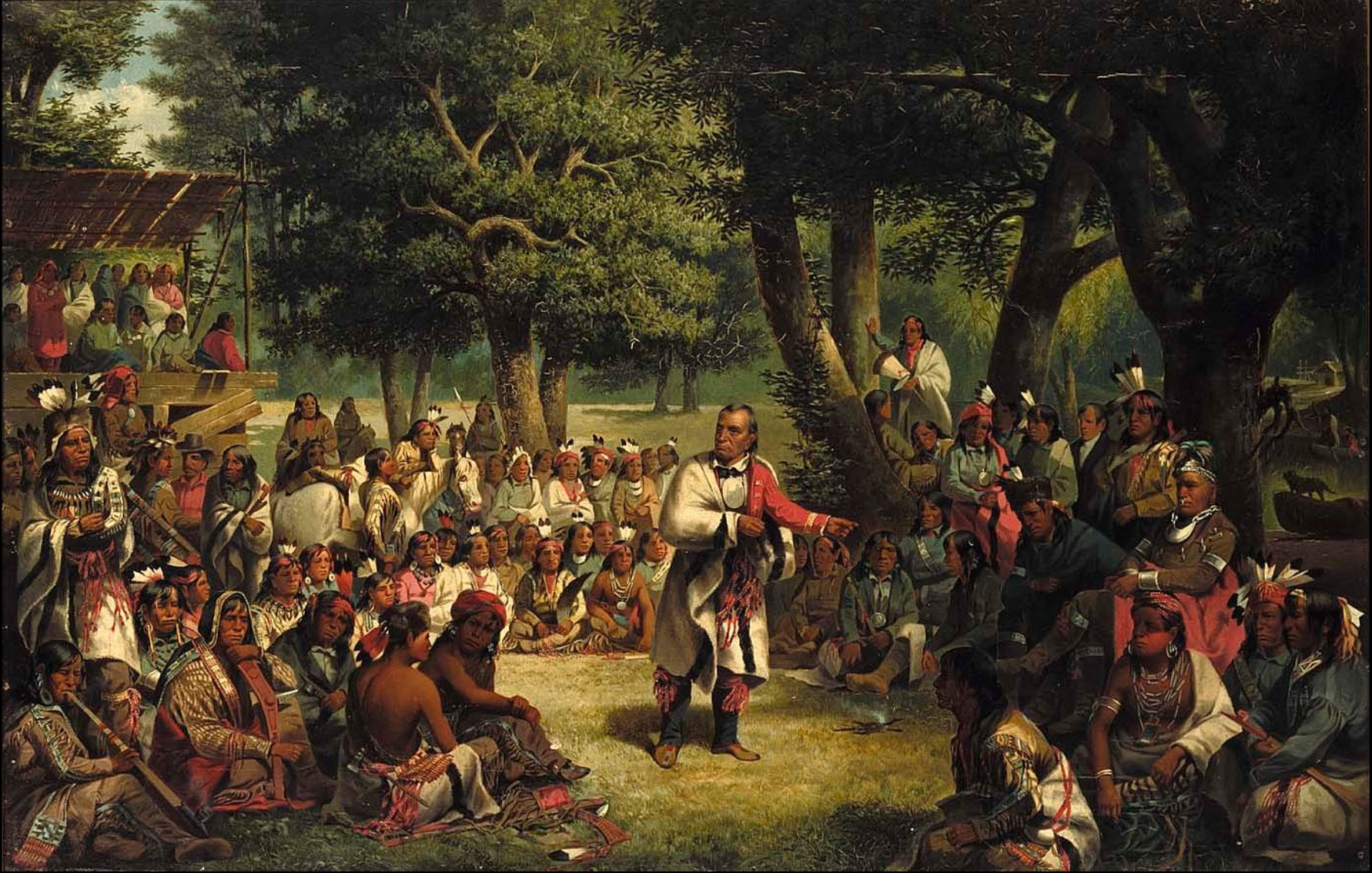
知名的塞內卡酋長， 紅夾克，在對群眾喊話

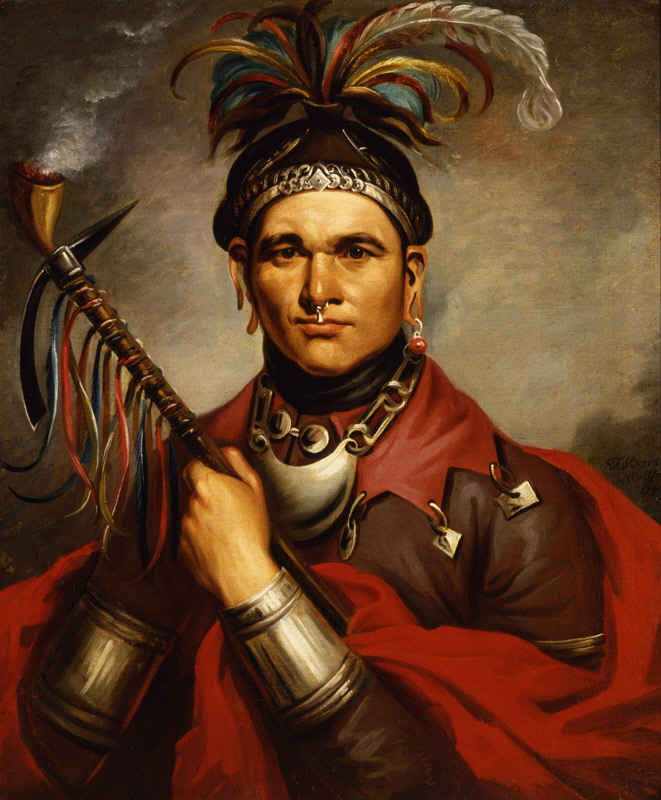
塞內卡酋長考普蘭特

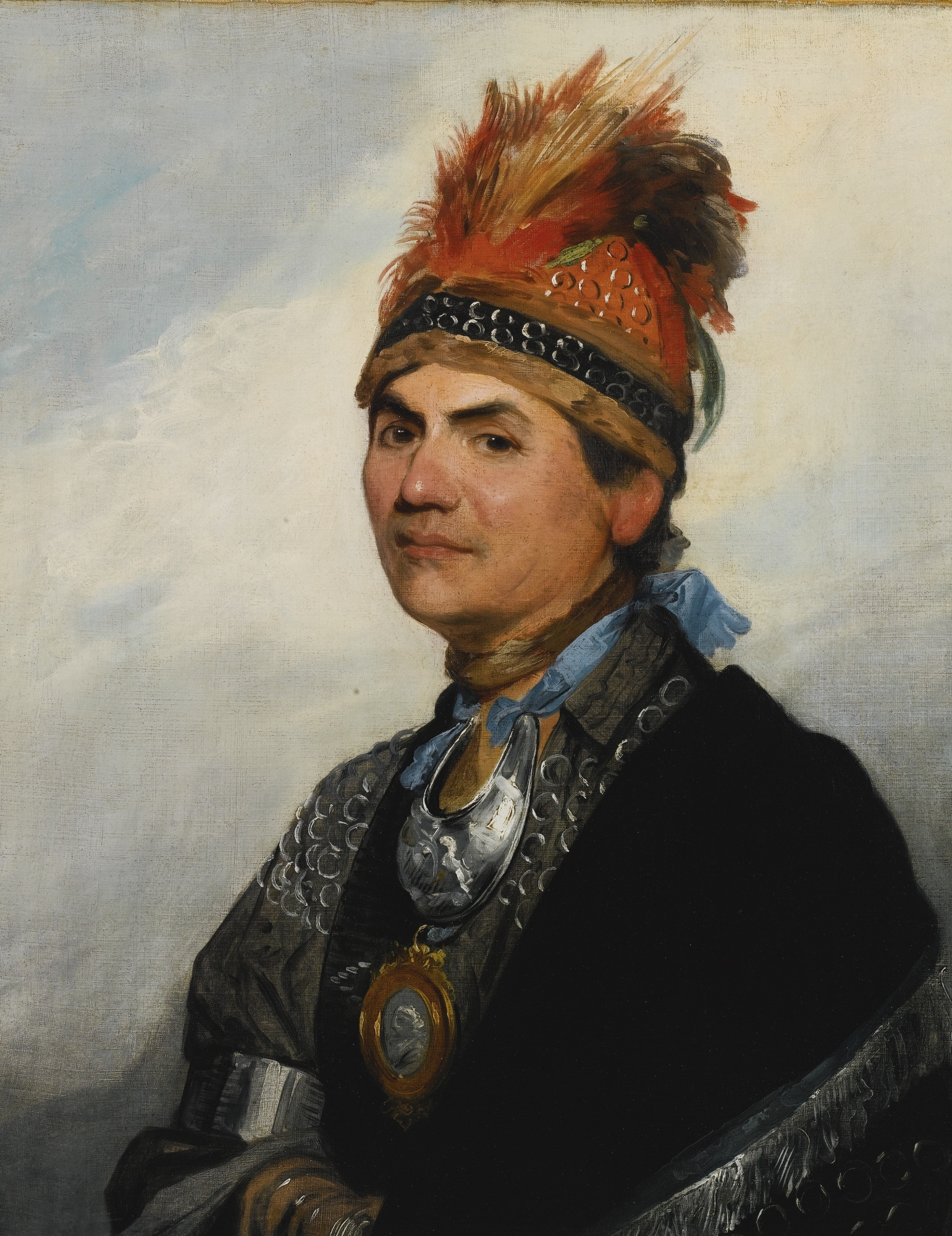
約瑟夫·布蘭特，由美國畫家吉爾伯特·史朵特所繪

- Henry Armstrong 亨利·阿姆斯特朗：拳擊手，《環形》雜誌評為80年來最佳80位拳擊手第2名
- George Armstrong 喬治·阿姆斯特朗： 冰球隊員，多倫多楓葉隊著名隊長
- Joseph Brant 約瑟夫·布蘭特： 莫霍克領袖
- Graham Greene 格蘭漢·格林：加拿大獲獎演員
- Handsome Lake “英俊湖”：(Ganioda'yo)，塞內內卡宗教領袖
- Sanford Plummer 斯坦福·普拉默：塞內卡藝術家
- Chief John Big Tree 約翰“大樹”：塞內卡酋長及演員
- Lillie Rosa Minoka Hill 莉利·蘿沙·希爾：莫霍克物理學家，美國第二位女性土著人醫生
- Polly Cooper 波利·庫伯：奧奈達人，獨立革命中幫助大陸軍，華盛頓的朋友
- Governor Blacksnake (Chainbreaker) “黑蛇”總督：塞內卡軍事首領
- Oren Lyons Onondaga 奧壬·里昂：奧內達加“龜”族信仰守護者
- Oskanondonha ("Pine Tree Chief") 奧斯坎南多哈“松樹酋長”：奧奈達酋長
- Little Beard Si-gwa-ah-doh-gwih ("Spear Hanging Down") 下垂鬍子：塞內卡酋長
- Shelley Niro 謝利·尼洛：莫霍克人，製片人，攝影師，藝術家
- David Cusick 大衛·庫斯克：藝術家，作家
- Jesse Cornplanter 傑西·考普蘭特：藝術家，作家
- Ely S. Parker 埃利·帕克：美國內戰時聯邦軍軍官，被格蘭特總統任命為印第安人事務部部長
- Red Jacket “紅夾克”：塞內卡演說家，狼族酋長
- Robbie Robertson 羅比·羅伯特森：莫霍克音樂家，詞作者
- Joanne Shenandoah 喬安妮·辛南多，歌唱家，作詞家，演員和教育家
- Tanacharison (Half-king) 塔那查里森“半王”：“七年戰爭”中著名的塞內卡軍事領袖
- Jay Silverheels 基·西瓦希爾斯：美國電視系列節目《孤獨突擊隊》演員
- Kateri Tekakwitha 凱特莉·特卡維莎：第一位美國土著人天主教聖人
- Billy Two Rivers 比利“兩河”：莫霍克職業摔跤手